# 八路军驻晋办事处
八路军驻晋办事处是在抗日战争初期，中国共产党领导的八路军在山西省太原市设立的公开办事机构。

## 历史
前身是1936年11月在太原建立的中国工农红军秘密联络站。西安事变爆发前夕，中共中央及红军代表彭雪枫先后到西安、归绥、太原、北平、天津、济南等地进行秘密联络，做张、杨、傅作义、阎锡山、宋哲元、韓復榘等地方实力军阀的统战工作。彭雪枫到太原后，在南汉宸、梁化之陪同下，在阎锡山中和斋办公室首次会见，递交了毛泽东亲笔信，表达了红军愿与绥晋联合抗日的恳切愿望。阎锡山指派梁化之作为全权代表秘密与彭雪枫联络。梁化之安排彭雪枫住进了首义门“基督教青年会”“基年会馆”后院六号，达成了在太原建立红军秘密联络站与中共中央通讯联络渠道等原则协议。彭雪枫化名涂秀根。秘密联络站的交通员宋绍林住在山西饭店。1936年2月19日，粱化之转告阎锡山的决定，同意红军秘密联络站设立无线电台。1937年3月20日，延安派出的罗若遐一行九人抵达太原。3月22日，彭雪枫、罗若遐等分别以家庭形式迁驻新满城西街30号与31号僻静的独门四合院。31号对外称“彭公馆”，户主彭雨峰（彭雪枫），是上海一家公司的“副总经理”。罗若遐（岳夏）化名为岳公远，与其爱人及孩子装成彭雪枫的表弟一家，租住30号四合院。会计郭金林化名刘长生。1937年3月24日5瓦电台开始工作。随后，在太原上肖墙北二府巷3号建立的“春和申”商店，总务科长张震化名张中天与商店经理钱致平住此。1937年5月，彭雪枫保释了王若飞。 
1937年“七七事变”后，阎锡山立即告之彭雪枫可以用红军和中共代表身份公开活动。1937年7月20日彭雪枫从延安抵达太原，向阎锡山递交了毛泽东的亲笔信。1937年7月28日，中共中央北方局书记刘少奇及其夫人谢飞、朱瑞抵达太原。北方局副书记杨尚昆、前敌总参谋长左权、总后勤部长兼政委叶季壮、北方局组织部长彭真等陆续到太原住在联络站，开展党的工作与晋绥抗战战场准备工作。
1937年8月1日，张闻天、毛泽东致电刘少奇、彭雪枫：“雪枫准备在太原设办事处”，要求当前工作以组织民众推动抗战为总目标。1937年8月10日,毛泽东致电彭雪枫：“太原公开办事处，立即开设，你为主任”。 8月25日,中国工农红军主力正式改编为国民革命军第八路军1937年8月30日改名为八路军驻晋办事处。租下太原东关坝陵南街8号成成中学分为前后两院，前院作为办公地点，后院作为招待所与北方局的会议场所。八路军总部、中共中央北方局、中共山西省委机关也在此办公。
八路军驻晋办事处工作人员：
- 彭雪枫少将，以八路军总部参谋处处长、驻晋办事处主任的身份进行公开活动。
- 电台台长兼秘书岳夏（罗若遐）化名岳公远。其妻子李健华（1915年-1946年）是报务员。后熊梦飞留下任电台台长,岳夏专做秘书工作。
- 彭雪枫的警卫员是从庆阳步校学员中选来的一位副连长程朝先，长征时是陈赓的警卫员。
- 八路军总部少校参谋张震化名“张中天”，负责联络、接待工作,并兼任办事处总务科科长。
- 供给科长资风（1895-1955）。
- 曾三、赵品三、王子光对外的名义是办事处秘书。王子光 (1906-2006)负责编写北方局联络局的内部《广闻通讯》。周恩来指示北方局秘书赵品三广泛吸收文艺青年参加八路军。赵品三发展了陈强、吕班、吕骥、崔嵬、丁里、郭小川、徐肖冰等在太原参军。
- 八路军少将高级参谋边章五，负责对外联络
- 中央军委副主席周恩来和八路军总指挥朱德,副总指挥彭德怀也先后抵达。在办事处召开会议，指挥保卫山西的八路军。
- 总务科科长改为周辉
- 汤平负责办事处的政治工作
- 北方局华北联络局的刘贯一
- 杜国军带领的129师教导团1个排担任警卫工作
- 会计郭金林，1955年开国少将

1937年9月5日，周恩来、彭德怀、徐向前、肖克乘坐专列抵达太原。1937年11月8日太原失陷，驻晋办事处遂迁往晋南临汾西郊刘村镇徐家大院。以八路军临汾办事处的名义掩护中共北方局的工作,成为华北到延安的交通与通信枢纽。其次在刘村秦家大院办学兵队,培训青年学生1000多人，大队长何以祥，副大队长谢忠良，总支书记陈克寒，设5个区队。
由于二战区长官部、八路军总部均驻临汾，办事处已经无存在必要。彭雪枫调汉口中共长江局。1938年2月16日，彭雪枫致电北方局，调张震、程朝先、王子光、资风、郭金林、岳夏（罗若遐）及学兵队一部分结业学员去河南省确山县竹沟周骏鸣团长处。经杨尚昆同意后，驻晋办事处人员一分为二，一部分留给北方局，张震带60余人赴豫南。1938年2月下旬驻晋办事处正式撤销。
1938年10月成立了八路军驻第二战区司令长官部办事处（驻二战区办事处）。处长王世英。1942年初王世英回延安，办事处由副处长曹言行负责。二战区办事处最初被安排在吉县县城葛家沟，1939年迁至陕西省宜川县卓家庄，1940年迁到吉县小圪瘩，不久又迁回卓家庄，1943年迁到宜川县秋林镇神潭湾，1944年迁至宜川县桑柏镇上侯村（今壶口乡桑柏村）。1945年8月25日朱德致电二战区称办事处撤销，8月27日撤回延安。

## 旧址
2009年12月，八路军太原办事处旧址被山西省委、省人民政府公布为省级爱国主义教育基地。